# A.J. Pero
A.J. Pero, właśc. Anthony Jude Pero (ur. 14 października 1959 w Nowym Jorku, zm. 20 marca 2015) – amerykański perkusista. A.J. Pero znany jest przede wszystkim z występów w zespole rockowym Twisted Sister, w którym występował z przerwami od 1982 roku. Grał także w zespołach Cities, The Foundry i Adrenaline Mob.
Muzyk zmarł 20 marca 2015 na atak serca w drodze na koncert z Baltimore do Poughkeepsie. Miał 55 lat.

## Filmografia
- We Are Twisted Fucking Sister! (jako on sam, 2014, film dokumentalny, reżyseria: Andrew Horn)[8]